# Marco Betta
Pour les articles homonymes, voir Betta (homonymie).
Marco Betta (né le 25 juillet 1964 à Enna) est un compositeur italien.
Auteur d'opéras, de musique symphonique et de chambre ainsi que de travaux pour le théâtre et le cinéma, il a étudié la composition au conservatoire de Palerme sous la direction d'Eliodoro Sollima. Il s'est ensuite perfectionné avec Armando Gentilucci et Salvatore Sciarrino.